# Al-Uqlidisi
 Abu l-Hasan Ahmad ibn Ibrahim al-Uqlidisi war ein arabischer Mathematiker des 10. Jahrhunderts.
Al-Uqlidisi bedeutet der Eudklidianer und weist auf seine Beschäftigung mit klassischer griechischer Mathematik. Er wurde aber auch allgemein im arabischen Raum für Personen benutzt, die Kopien von Euklids Elementen für den Verkauf herstellten.
Er wird in keiner arabischen oder sonstigen Quelle erwähnt, sein Name ist nur aus der Kopie seines Buches Kitab al-fusul fi'l-hisab al-hindi bekannt, dessen einziges erhaltenes Exemplar in Istanbul ist (Yeni Cami, MS 802, die Kopie ist von 1157). Es ist 952/53 in Damaskus datiert. Es ist das älteste erhaltene arabische Arithmetik-Buch.
In dem Buch propagiert er die indische Zahlschrift und Arithmetik und erläutert das Stellenwertkonzept (als ältestes erhaltenes arabisches Werk). Es zeigt, dass er Erfahrung im Unterricht mit indischen Zahlen hatte. Quadratwurzeln werden behandelt und Brüche im dezimalen und sexagesimalen System, es ist der älteste bekannte Text der Dezimalbruchrechnung behandelt. Er erwähnt, dass für die Rechnung mit Zeichnungen in Sand gearbeitet wurde, bei dem Zwischenschritte einfach gelöscht werden konnten (Sand-Abakus). Seine Bemühungen gehen aber darauf, ganz auf den Abakus zu verzichten, und er sprach sich für den Ersatz durch Rechnungen auf Papier und Tinte aus. Bei ihm findet sich auch die Neunerprobe.
Er gibt an, weit gereist zu sein und alle Bücher über indische Arithmetik studiert zu haben.